# Przecław z Dmosic
 Przecław z Dmosic  Dmosicki herbu Ostoja (zm. 1474 r.) – dziedzic Dmosic, starosta spiski, lubowelski, podoliński.

## Życiorys
Przecław był synem Pawła z Dmosic (Dmoszyc) w ziemi sandomierskiej. Studiował na Uniwersytecie Krakowskim. Dnia 3 maja 1439 roku podpisał akt konfederacji Spytka z Melsztyna w Korczynie. Był stronnikiem króla Kazimierza Jagiellończyka. W roku 1456 mianowany został starostą spiskim (po Mikołaju Pieniążku z Witowic). W okresie sprawowania urzędu uwikłany był w spory z władzami węgierskimi (w szczególności z Maciejem Korwinem, Stefanem Zapolyą oraz z jego bratem Emerykiem). Dnia 3 czerwca 1466 roku poślubił Katarzynę, córkę Jana Tarnowskiego, wojewody krakowskiego. Z tego małżeństwa pozostawił córki: Elżbietę, wydaną za mąż za Piotra Kmitę z Wiśnicza, wojewodę krakowskiego i Zofię, małżonkę Mikołaja Ligęzy. Przecław doszedł do znacznego majątku dzięki zręcznym operacją finansowym i współpracy z królem. Udzielał licznych pożyczek panującemu, który rewanżował się stosownymi zapisami. Przykładowo, w roku 1462 król zapisał mu 300 fl. na dochodach ziemi spiskiej. Przecław brał udział w wyprawie królewicza Kazimierza na Węgry w roku 1471 ponosząc znaczne wydatki, które pokrył król zapisując mu znaczne sumy na zamku w Lubowli. Tam sporządzał (w dniu 19 sierpnia 1474 roku) swój testament zapisując legat 1200 fl. dla kościoła Św. Katarzyny w Krakowie. Zapisał posag i wiano dla swej żony oraz wyznaczył egzekutorów swej woli. Dokonał też zapisów dla swych bratanków – Jana i Pawła z Dmosic oraz dla siostrzenicy Elżbiety. Po śmierci został pochowany w kaplicy Węgierskiej, w kościele Św. Katarzyny w Krakowie. Kaplica ta była fundowana na początku XV w. przez Ścibora ze Ściborzyc.